# Apatania siniaevi
Apatania siniaevi là một loài Trichoptera trong họ Apataniidae. Chúng phân bố ở miền Cổ bắc.